# Snorri Guðjónsson
Snorri Guðjónsson   () és un jugador d'handbol islandès, ja retirat, guanyador d'una medalla olímpica. Jugava de central.
Durant la seva carrera esportiva va prendre part en tres edicions dels Jocs Olímpics d'Estiu. El 2004, a Atenes, fou novè en la competició d'handbol. El 2008, a Pequín, va guanyar la medalla de plata i el 2012, a Londres, fou cinquè. En el seu palmarès també destaca una medalla de bronze en el Campionat d'Europa de 2010. Amb la selecció islandesa jugà un total de 257 partits en què marcà 846 gols.
A nivell de clubs jugà al Valur Reykjavik (1987-2003), TV Großwallstadt (2003-2005), TSV GWD Minden (2005-2007), GOG Svendborg (2007-2009), Rhein-Neckar Löwen (2009-2010), AG København (2010-2012), GOG Svendborg (2012-2014), Sélestat Alsace HB (2014-2015), USAM Nîmes (2015-2017) i Valur Reykjavik (2017-2018). En aquests anys guanyà la lliga islandesa de 2002 i la lliga i copa daneses de 2011 i 2012.
L'estiu del 2018 va anunciar la seva retirada per passar a ser l'entrenador del Valur Reykjavík, amb qui guanyà la lliga islandesa de 2021, 2022 i 2023 i la Copa islandesa de 2022. En acabar la temporada 2022-2023 va dimitir com a entrenador del Valur i es va fer càrrec de la selecció islandesa.